# Marcus Atilius Regulus (Konsul 227 v. Chr.)
Marcus Atilius Regulus war ein bedeutender römischer Politiker in der Zeit des Zweiten Punischen Krieges.
Sein gleichnamiger Vater starb während des Ersten Punischen Krieges in karthagischer Gefangenschaft, sein Bruder Gaius fiel als Konsul 225 v. Chr. in der Schlacht bei Telamon gegen die Kelten. Das erste Konsulat bekleidete Marcus Atilius Regulus zusammen mit Publius Valerius Flaccus im Jahr 227 v. Chr. Nach dem Tod des Gaius Flaminius in der Schlacht am Trasimenischen See wurde er zum Suffektkonsul gewählt; noch im folgenden Jahr 216 v. Chr. kämpfte er mit Gnaeus Servilius Geminus in Apulien. Nach der Schlacht von Cannae war er mit Lucius Aemilius Papus einer der IIIviri mensarii – wohl eine Vorstufe der späteren IIIviri monetales. Während seiner Zensur 214 v. Chr. mit Publius Furius Philus wurden zahlreiche Senatoren wegen staatsfeindlichem Verhalten aus dem Senat ausgeschlossen. Wann Regulus starb, ist nicht überliefert. Ein gleichnamiger Prätor des Jahres 213 v. Chr. könnte sein Sohn oder der seines Bruders Gaius gewesen sein.